# كازوماسا هيراي
كازوماسا هيراي (باليابانية: 平井一正؛ بالكانا: ひらい かずまさ) هو رباع ياباني، ولد في 21 نوفمبر 1949.

## وصلات خارجية
- كازوماسا هيراي على موقع أوليمبيديا (الإنجليزية)